# Eduardo Alas Alfaro
Eduardo Alas Alfaro (* 2. Juli 1930 in San Rafael; † 27. Februar 2020 in Chalatenango) war ein salvadorianischer Geistlicher und römisch-katholischer Bischof von Chalatenango.

## Leben
Eduardo Alas Alfaro empfing am 30. Oktober 1960 nach seiner philosophischen und theologischen Ausbildung am Seminar in San Jose de la Montana die Priesterweihe.
Papst Johannes Paul II. ernannte ihn am 30. Dezember 1987 zum ersten Bischof des mit gleichem Datum errichteten Bistums Chalatenango. Der Apostolische Nuntius in El Salvador und Honduras, Erzbischof Francesco De Nittis, spendete ihm am 27. Februar des nächsten Jahres die Bischofsweihe; Mitkonsekratoren waren Marco René Revelo Contreras, Bischof von Santa Ana, und Arturo Rivera y Damas SDB, Erzbischof von San Salvador. Am 21. April 2007 nahm Papst Benedikt XVI. sein aus gesundheitlichen Gründen vorgebrachtes Rücktrittsgesuch an.
Seine Amtszeit fiel zusammen mit dem Bürgerkrieg in El Salvador zwischen 1980 und 1991. Während des Krieges war Alas dafür bekannt, dass er Gemeindemitgliedern Lebensmittel und andere Notwendigkeiten mit seinem Toyota-Jeep lieferte, obwohl er dafür sein Leben und seine Sicherheit riskierte. Sein Jeep diente als Taxi, Abschleppwagen von Bussen und als Krankenwagen, um verletzte Soldaten zu retten. Viele katholische Priester, Männer und Frauen sowie Laienkatechisten in seinem Bistum wurden regelmäßig von Todesschwadronen entführt und ermordet. 1980 wurden zwei US-amerikanische Maryknoll-Missionare, eine weitere US-amerikanische Nonne und eine Laienmitarbeiterin ermordet. Aduardo Alas war befreundet mit Oscar Romero.
Er wurde kurz vor seinem Tode noch mit dem „Orden al Mérito 5 de Noviembre 1811, Próceres de la Independencia Patria“, dem Verdienstorden und der höchsten Auszeichnung des Parlaments von El Salvador ausgezeichnet.